# Maupas (Aube)
Maupas ist eine französische Gemeinde mit 99 Einwohnern (Stand: 1. Januar 2022) im Département Aube in der Region Grand Est (vor 2016 Champagne-Ardenne). Sie gehört zum Arrondissement Troyes und zum Kanton Les Riceys.

## Geographie
Maupas liegt etwa 18 Kilometer südlich von Troyes. Umgeben wird Maupas von den Nachbargemeinden Longeville-sur-Mogne im Nordwesten und Norden, Osten, Jeugny im Süden, Crésantignes im Westen sowie Javernant im Nordwesten.

## Bevölkerungsentwicklung
| Jahr                       | 1962 | 1968 | 1975 | 1982 | 1990 | 1999 | 2006 | 2011 | 2019 |
| Einwohner                  | 68   | 45   | 64   | 66   | 71   | 82   | 93   | 121  | 105  |
| Quellen: Cassini und INSEE |      |      |      |      |      |      |      |      |      |